# Arabian Nights
Arabian Nights est le 4e set de Magic : l'assemblée et la première extension présentant des cartes totalement nouvelles, entre 1993 et 1995.
Ali Baba, des djinns, des deserts, et le King Suleiman rejoignirent le monde de Magic sur le plan de Rabiah avec des cartes inspirées par les thèmes du livre Les Mille et Une Nuits. Le symbole de l'extension est d'ailleurs un cimeterre.

## Histoire
Richard Garfield, le créateur de Magic, developpa cette extension en parallèle avec ce qui devint plus tard Ice Age et Mirage. Les autres personnes à avoir travaillé sur Arabian Nights sont notamment Jim Lin, Chris Page, et Dave Pettey.
Wizards of the Coast proposa aux joueurs un dos spécial pour les cartes de cette extension, de couleur violette et dorée, dans le but de pouvoir trouver et retirer facilement les cartes de Arabian Nights de leur deck. Les joueurs eurent un avis très défavorable et demandèrent de garder le même dos noir pour toutes les cartes, permettant ainsi de mélanger les cartes des différentes extensions dans un même deck. Cette décision peut être une des raisons expliquant la longévité de Magic. 

Pour remplacer le nouveau dos des cartes, un symbole de cimeterre fut placé entre le dessin et le texte des cartes, c'est le premier symbole jamais utilisé dans Magic. Depuis chaque extension possède son propre symbole, ce dernier n'apparaissant dans les éditions de base qu'à partir de la 6e édition.

## Nouveautés
Arabian Nights a eu un impact majeur sur le jeu. Dans l'article "It Happened One Nights", Mark Rosewater décrit les innovations et le développement des mécanismes qu'on retrouvait dans la version Alpha :
- Voler les cartes de l'adversaire : pour la première fois, des permanents avaient des capacités qui leur permettaient de prendre le contrôle de permanents
- Terrains qui font autre chose que produire du mana
- tirage à pile ou face
- Entretien cumulatif : une carte a un fonctionnement quasiment similaire à l'entretien cumulatif.
- Cantrips : des cartes qui font piocher en plus de leur effet
- Spirit link : des cartes qui font gagner des points de vie quand elles infligent des blessures
- compteurs -1/-1 : il y avait déjà des marqueurs +1/+1 et +1/+0.
- Récupérer des cartes en dehors de la partie
- Retirer du combat
- Capacités qui pouvaient être activées par tous les joueurs
- Sous-parties
- Cartes en relation avec les cartes d'une certaine extension : Une carte empêche de jouer des cartes de l'extension Arabian Nights, et oblige les joueurs à sacrifier tous les permanents de l'extension Arabian Nights qu'ils contrôlent.

## Cartes notables
- Bazaar of Baghdad : Cette puissante carte de terrain permet de piocher deux cartes puis de se défausser de trois, et ce gratuitement à chacun de ses tours. Très puissant dans un jeu adapté.
- City of Brass : Le premier terrain fournissant des manas de toutes les couleurs, un des meilleurs terrains pendant bien longtemps. Il fut réimprimé dans Chronicles et dans le set de base à partir de la 4e édition jusqu'à son retrait dans la 9e édition.
- Desert Nomads : La première créature avec une traversée de terrain non basique.
- Juzám Djinn : Il fut considéré pendant longtemps comme la meilleure créature du jeu, même s'il a été depuis dépassé. Il reste encore très cher à la cote et c'est toujours la carte noire la plus chère du jeu.
- Library of Alexandria : Un terrain qui ajoute une mana incolore et permet au joueur de piocher une carte, à condition qu'il ait sept cartes exactement dans sa main. L'usage de cette carte, trop puissante, a été restreint depuis. Il est parfois considéré comme la 10e carte du Power Nine.
- Ring of Ma'rûf : Permet au joueur, au lieu de piocher, d'aller chercher n'importe quelle carte de son choix, qui ne se trouve pas dans son deck de départ. Elle a inspiré les cinq Wish cards de Judgment, qui ont eu un impact important sur la compétition.
- Shahrazad : Peut-être la carte la plus étonnante jamais créée, elle permet aux joueurs de commencer une partie dans la partie, avec les cartes restantes de la librairie. Les perdants de cette partie secondaire perdant la moitié de leur points de vie. Elle est actuellement interdite en tournois car elle conduit à des parties interminables.